# Octombrie 1981
Acest articol este generat integral pe baza informațiilor din articolul 1981 și este actualizat periodic de un robot.
 Editările făcute în articol vor fi șterse la următoarea actualizare! Dacă doriți să faceți modificări, editați articolul-sursă.

ianuarie -
februarie -
martie -
aprilie -
mai -
iunie -
iulie -
august -
septembrie -
octombrie -
noiembrie -
decembrie
Octombrie 1981 a fost a zecea lună a anului și a început într-o zi de joi.

## Evenimente
- 6 octombrie: Președintele egiptean, Anwar Sadat, este asasinat în timpul unei parade militare de un comando integrist al Jihadului.
- 14 octombrie: Vicepreședintele Hosni Mubarak, este ales președinte al Egiptului la o săptămână după ce Anwar Sadat a fost asasinat.
- 21 octombrie: Andreas Papandreou devine prim-ministrul Greciei.
- 27 octombrie: Submarinul sovietic U-137 este capturat după ce a încălcat teritoriul suedez, în apropierea bazei navale de la Karlskrona. Guvernul suedez nu a permis submarinului să plece până la 6 noiembrie.
- 28 octombrie: Este fondată trupa americană de heavy-metal, Metallica, de către James Hetfield și Lars Ulrich.

## Nașteri
Júlio Baptista, fotbalist brazilian
Satoshi Otomo, fotbalist filipinez
Zlatan Ibrahimović, fotbalist suedez de origine bosniaco-croată
Andreas Isaksson, fotbalist suedez
Emil Lassaria, dJ român
Andrei Mațiura, fotbalist din R. Moldova
Mikael Dorsin, fotbalist suedez
Viorel Mardare, regizor din R. Moldova (d. 2019)
Issa Ba, fotbalist senegalez
Vladimir Letnicov, atlet din R. Moldova
Răzvan Dâlbea, fotbalist român
Alexandru Namașco, fotbalist din R. Moldova
Rafał Murawski, fotbalist polonez
Ryoichi Maeda, fotbalist japonez
István Téglás, actor român
Mihai Morar, prezentator de televiziune român
Emil Nanu, fotbalist român
Viorel Simion, boxer român
Iván Navarro, jucător de tenis spaniol
Heikki Kovalainen, pilot auto finlandez de Formula 1
István-Loránt Antal, politician
Francisco Javier Rodríguez, fotbalist mexican
Dimitris Papadopoulos, fotbalist grec
Nemanja Vidić, fotbalist sârb
Jemima Rooper, actriță britanică
Choi Byung-chul, scrimer sud-coreean
Shaun Wright-Phillips, fotbalist englez
Gheorghe Boghiu, fotbalist din R. Moldova
Volkan Demirel, fotbalist turc
Milan Baroš, fotbalist ceh
Amanda Beard, înotătoare americană
Nico Christ, jucător de tenis de masă german
Lavinia-Corina Abu-Amra, politiciană română
Ivanka Trump, femeie de afaceri americană, vedetă, fotomodel, fiica lui Donald Trump
Gianna Jun, actriță sud-coreeană
Hitomi Sato, cântăreață japoneză
Eugen Matiughin, fotbalist din R. Moldova

## Decese
- 6 octombrie: Anwar Sadat (n. Muhammad Anwar Al-Sadat), 62 ani, al 3-lea președinte al Egiptului (1970-1981), laureat al Premiului Nobel (1978), (n. 1918)
- 6 octombrie: Elemér Kocsis, fotbalist român (n. 1910)
- 12 octombrie: Agatha Bacovia, soția lui George Bacovia (n. 1895)
- 13 octombrie: Philippe Étancelin, pilot francez de Formula 1 (n. 1896)
- 16 octombrie: Moshe Dayan, general și politician israelian (n. 1915)
- 19 octombrie: Dan Coe, 40 ani, fotbalist român (n. 1941)
- 26 octombrie: Junzaburō Ban, actor japonez (n. 1910)